# هيرمانداد دي كامبو دي سوسو
بلدية هيرمانداد دي كامبو دي سوسو (بالإسبانية: Hermandad de Campoo de Suso)‏، هي إحدى بلديات منطقة كانتابريا, المصنفة على أنها مقاطعة أيضاً، في شمال إسبانيا.
يبلغ عدد سكانها 1.918 نسمة وفقاً لإحصائية سنة (2002).

## معرض صور

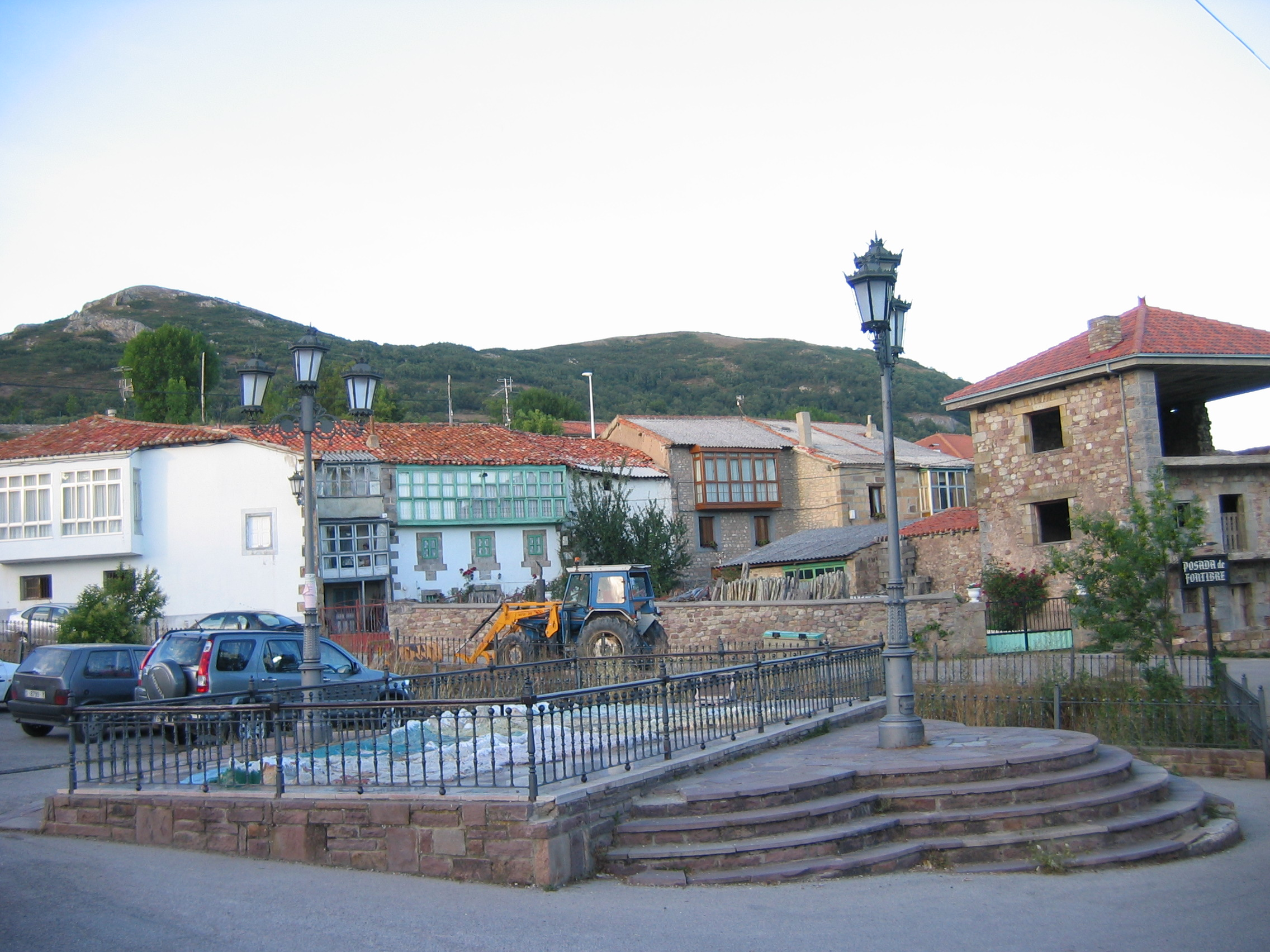
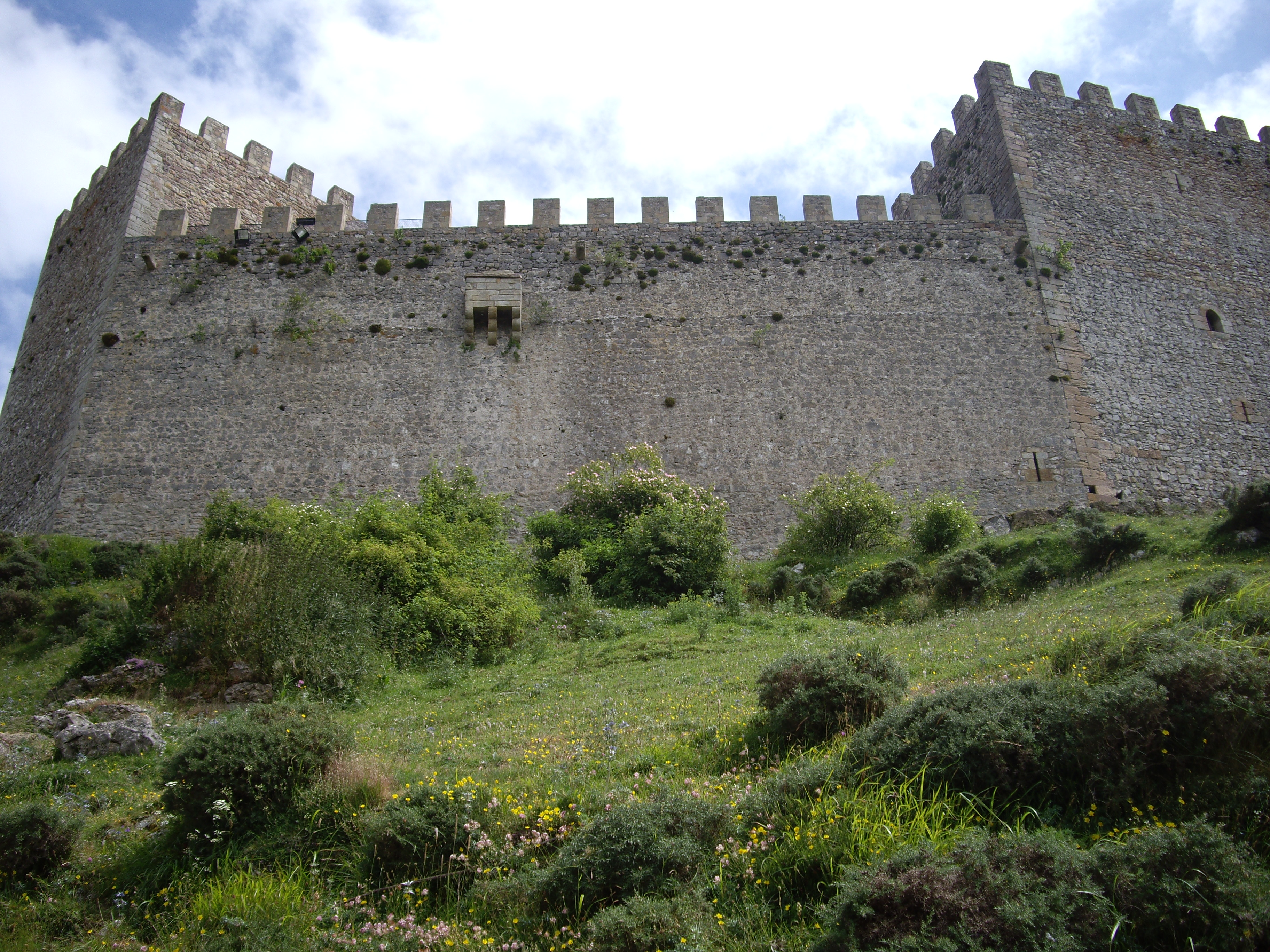
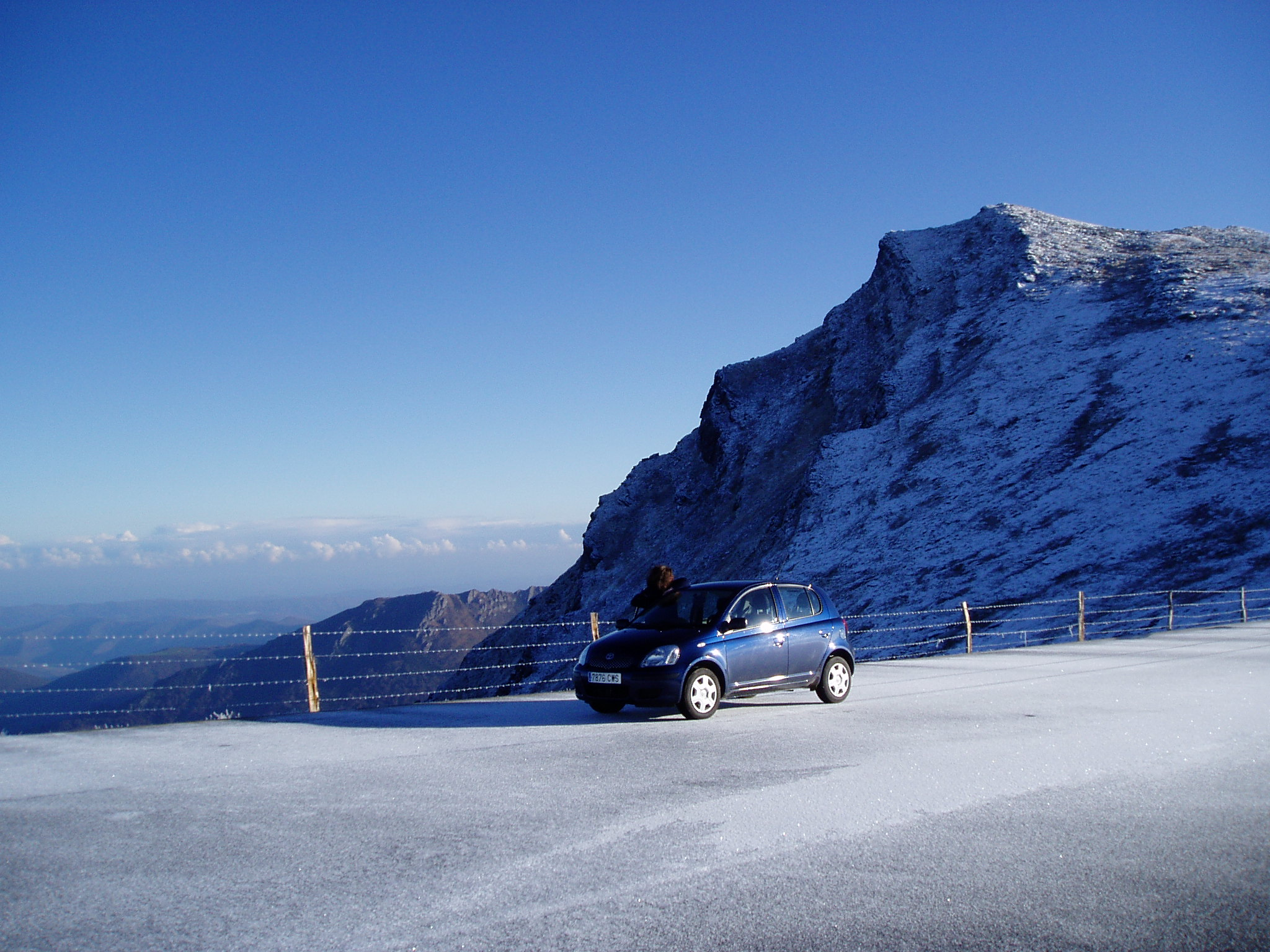
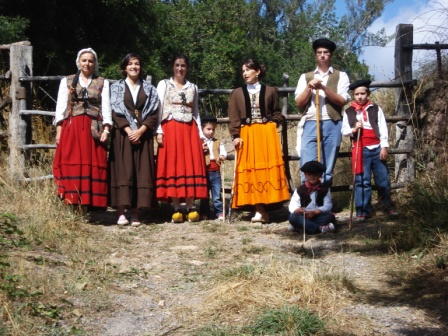